# The Long Road Tour
The Long Road Tour – trasa koncertowa kanadyjskiej formacji rockowej Nickelback, promująca czwarty studyjny album pt. „The Long Road”, wydany 23 września 2003 roku. Jest to druga oficjalna trasa zespołu. Podczas trasy zespół zagrał w Północnych Stanach, Europie oraz Australii. Jest to także ostatnia trasa koncertowa, w której udział wziął perkusista Ryan Vikedal, który na początku 2005 roku został zastąpiony przez Daniela Adaira z formacji 3 Doors Down.
Podczas trasy powstało wiele bootlegów wydanych na DVD. Między innymi zapis koncertu grupy w Toronto, oraz na festiwalu muzyki rockowej Rock am Ring w Niemczech. W ramach krótkiej trasy przedpremierowej, zespół zagrał 6 koncertów w Europie. Pierwszy z nich odbył się 12 września w Dortmundzie. Następnie zespół wystąpił w Rzymie, Amsterdamie, Toronto, Los Angeles oraz Londynie. 14 października grupa zainaugurowała trasę koncertem w amerykańskim Lubbock. Cała trasa została podzielona na 6 etapów. Pierwszy z nich składał się z zagrania 21 koncertów w Ameryce Północnej. Drugi obejmował 12 miast europejskich. Trzeci etap trasy obejmował 26 koncertów w ojczystej Kanadzie. Czwarty etap trasy odbył się w Australii i liczył 4 koncerty. Piąty etap trasy obejmował 7 koncertów w Europie (głównie w Anglii). Szósty, ostatni etap trasy obejmował miasta Ameryki Północnej. Łącznie liczył 37 miast. Trasa zakończyła się 5 września 2004 roku koncertem w Portlandzie. Jako support podczas trasy występowały następujące zespoły: High Holy Days, Default, Deadline, Staind, Three Days Grace, Thornley, The Trews, InMe, 3 Doors Down oraz Puddle of Mudd.

## Koncerty przedpremierowe
Źródło
- 12/08/03  Dortmund – Soundgarden
- 14/08/03  Rzym – MTV
- 16/08/03  Amsterdam – MTV
- 20/08/03  Toronto – Much Music
- 22/08/03  Los Angeles – Loveline
- 26/08/03  Londyn – TOTP

## Setlista
Utwory grane podczas trasy koncertowej:
- „Breathe”
- „Leader of Men”
- „Never Again”
- „How You Remind Me”
- „Woke Up This Morning”
- „Too Bad”
- „Hollywood”
- „Where Do I Hide”
- „Hangnail"
- „Flat on the Floor”
- „Do This Anymore"
- „Someday”
- „Feelin' Way Too Damn Good”
- „Because of You”
- „Figured You Out”
- „Should've Listened”
- „See You at the Show”
- „Hero”

Covery:
- „Relax Don't Go It” (Frankie Goes to Hollywood)
- „Super Bon Bon” (Soul Coughing cover)
- „The Four Horsemen” (Metallica cover)
- „Sad but True” (Metallica cover)
- „Saturday Night’s Alright (for Fighting)” (Elton John cover)
- „The Ghost of Tom Joad” (Bruce Springsteen cover)

## Zespół
Nickelback
- Chad Kroeger – śpiew, gitara prowadząca
- Ryan Peake – gitara rytmiczna, wokal wspierający (śpiew w utworze „Saturday Night’s Alright (for Fighting)”)
- Mike Kroeger – gitara basowa
- Ryan Vikedal – perkusja, wokal wspierający

Ekipa
- Kevin Zaruk – tour manager
- Chris Wilmot – ochrona
- Chris Louben – ochrona

## Zarejestrowane albumy bootleg
- DVD „Rock am Ring” wydane w roku 2004. Zarejestrowane podczas festiwalu w Rock am Ring w Niemczech w dniu 4 czerwca.

## The Long Road Tour

### Ameryka Północna
- I Etap: 14 października – 11 listopada 2003

- 10/14/2003  Lubbock – West Texas Canyon Amphitheater
- 10/16/2003  Grand Prairie – Nokia Theatre at Grand Prairie
- 10/17/2003  Corpus Christi – Concrete Street Amphitheater
- 10/18/2003  Shiner – Shiner Bocktoberfest
- 10/20/2003  Houston – Verizon Wireless Theater
- 10/21/2003  Biloxi – Mississippi Coast Coliseum
- 10/22/2003  Duluth – Arena at Gwinnett Center
- 10/24/2003  Nashville – AmSouth Amphitheatre
- 10/25/2003  Cape Girardeau – Show Me Center
- 10/26/2003  Champaign – Assembly Hall
- 10/28/2003  Akron – Rhodes Arena
- 10/29/2003  Grand Rapids – DeltaPlex Arena
- 10/31/2003  Atlantic City – Borgata|Borgata Events Center
- 11/01/2003  Utica – Utica Memorial Auditorium
- 11/02/2003  Lowell – Paul E. Tsongas Arena
- 11/04/2003  Pittsburgh – A.J. Palumbo Center
- 11/06/2003  Detroit – The Palace of Auburn Hills
- 11/07/2003  Chicago – Rosemont Theatre
- 11/08/2003  Minneapolis – Target Center
- 11/09/2003  Cedar Rapids – UNI-Dome
- 11/11/2003  Kansas City – Kansas City Memorial Hall

### Europa
- II Etap: 3 grudnia – 17 grudnia 2003

- 12/03/2003  Mediolan – Mazda Palace
- 12/04/2003  Frauenfeld – Festhalle
- 12/05/2003  Monachium – Munich Zénith
- 12/07/2003  Londyn – Brixton Academy
- 12/08/2003  Londyn – Brixton Academy
- 12/09/2003  Manchester – Manchester Apollo
- 12/11/2003  Amsterdam – Heineken Music Hall
- 12/12/2003  Düsseldorf – Philipshalle
- 12/14/2003  Stuttgart – Congresscentrum
- 12/15/2003  Hamburg – Color Line Arena
- 12/16/2003  Berlin – Berlin Arena
- 12/17/2003  Frederiksberg – SAS Falkoner Center

### Kanada
- III Etap: 19 stycznia – 23 marca 2004

Źródło
- 01/19/2004  Kelowna – Skyreach Place
- 01/20/2004  Kamloops – Sport Mart Place
- 01/21/2004  Prince George – Prince George Multiplex
- 01/23/2004  Vancouver – General Motors Place
- 01/25/2004  Red Deer – The Centrium
- 01/27/2004  Edmonton – Skyreach Centre
- 01/28/2004  Calgary – Pengrowth Saddledome
- 01/30/2004  Saskatoon – Saskatchewan Place
- 01/31/2004  Regina – Regina Agridome
- 02/01/2004  Lethbridge – Enmax Centre
- 02/03/2004  Brandon – Keystone Centre
- 02/04/2004  Winnipeg – Winnipeg Arena
- 02/05/2004  Thunder Bay – Fort William Gardens
- 02/10/2004  Toronto – Air Canada Centre
- 02/12/2004  Montreal – Bell Centre
- 02/13/2004  Ottawa – Corel Centre
- 02/14/2004  Kitchener – Kitchener Memorial Auditorium
- 02/16/2004  North Bay – North Bay Memorial Gardens
- 02/17/2004  Peterborough – Peterborough Memorial Centre
- 02/18/2004  Cornwall – Cornwall Civic Complex
- 02/20/2004  Barrie – Barrie Molson Centre
- 02/23/2004  Quebec City – Colisee Pepsi
- 02/28/2004  Halifax – Halifax Metro Centre
- 03/09/2004  Thunder Bay – Fort William Gardens
- 03/18/2004  Edmonton – Skyreach Centre
- 03/23/2004  Toronto – Air Canada Centre

### Australia
- IV Etap: 1 maja – 8 maja 2004

- 05/01/2004  Melbourne – Rod Laver Arena
- 05/05/2004  Brisbane – Brisbane Entertainment Centre
- 05/07/2004  Newcastle – Newcastle Entertainment Centre
- 05/08/2004  Sydney – Sydney Entertainment Centre

### Europa
- V Etap: 19 maja – 19 czerwca 2004

- 05/19/2004  Manchester – Evening News Arena
- 06/04/2004  Nürburgring – Rock am Ring
- 06/06/2004  Norymberga – Rock Im Park
- 06/14/2004  Manchester – Manchester Apollo
- 06/15/2004  Glasgow – Clyde Auditorium
- 06/18/2004  Londyn – Hammersmith Apollo
- 06/19/2004  Wolverhampton – Wolverhampton Civic Hall

### Ameryka Północna
- VI Etap: 29 czerwca – 5 września 2004

- 06/29/2004  Saint Paul – Xcel Energy Center
- 06/30/2004  Milwaukee – Summerfest
- 07/03/2004  Bottineau – Wild Rose Amphitheatre
- 07/04/2004  Sioux Falls – Explorer Festival
- 07/06/2004  Detroit – DTE Energy Music Theatre
- 07/07/2004  Cincinnati – Riverbend Music Center
- 07/09/2004  Cleveland – Blossom Music Center
- 07/10/2004  Chicago – Tweeter Center
- 07/11/2004  Pittsburgh – Post-Gazette Pavilion
- 07/13/2004  Boston – Tweeter Center
- 07/14/2004  Holmdel – PNC Bank Arts Center
- 07/16/2004  Hershey – Star Pavilion
- 07/17/2004  Camden – Tweeter Center at the Waterfront
- 07/18/2004  Darien – Darien Lake Performing Arts Center
- 07/20/2004  Columbia – Merriweather Post Pavilion
- 07/21/2004  Virginia Beach – Verizon Wireless Amphitheatre
- 07/23/2004  Raleigh – Alltel Pavilion
- 07/24/2004  Atlanta – HiFi Buys Amphitheatre
- 07/25/2004  Charlotte – Verizon Wireless Amphitheatre
- 07/27/2004  Little Rock – Riverfest Amphitheatre
- 07/28/2004  Dallas – Smirnoff Music Centre
- 07/30/2004  Houston – Cynthia Woods Mitchell Pavilion
- 07/31/2004  Jackson – Mississippi Coliseum
- 08/14/2004  Denver – Red Rocks Amphitheatre
- 08/17/2004  Amarillo – Amarillo Civic Center
- 08/19/2004  Des Moines – Iowa State Fair
- 08/21/2004  Cedalia – Missouri State Fair
- 08/23/2004  Puebla – Colorado State Fair
- 08/24/2004  Las Cruces – Pan American Center
- 08/26/2004  Los Angeles – Greek Theatre
- 08/27/2004  Sacramento – Sleep Train Amphitheatre
- 08/28/2004  Kelseyville – Konocti Harbor Amphitheater
- 08/31/2004  Salt Lake City – USANA Amphitheatre
- 09/01/2004  Bozeman – Brick Breeden Fieldhouse
- 09/03/2004  Post Falls – Greyhound Park
- 09/04/2004  Seattle – Bumbershoot Festival
- 09/05/2004  Portland – The Amphitheatre at Clark County